# Akantit
Akantit är ett malmmineral som är den monoklina varianten av mineralet silverglans. Den är en sulfid. Trots att den tillhör det monoklina kristallsystemet så bildar den ofta kristaller som ser kubiska ut. Anledningen är att den oftast blir till genom en omvandling av argentit. Argentit är högtemperaturformen av silverglans och har ett kubiskt kristallsystem. Akantit är stabilt vid temperaturer upp till 179 °C. Akantit får lätt en mattsvart oxiderad yta. Man hittar ofta akantit i hydrotermala utfällningar med mycket silver.
I Bulldog mine i Colorado, USA bröt man både akantit och gediget silver, tills den stängdes år 1985.